# Hâcourt
Hâcourt är en kommun i departementet Haute-Marne i regionen Grand Est (tidigare regionen Champagne-Ardenne) i nordöstra Frankrike. Kommunen ligger i kantonen Bourmont som tillhör arrondissementet Chaumont. År 2022 hade Hâcourt 41 invånare.

## Befolkningsutveckling
Antalet invånare i kommunen Hâcourt
| Referens: INSEE |